# Ferrari 575M Maranello
Ferrari 575M Maranello – samochód sportowy klasy wyższej produkowany pod włoską marką Ferrari w latach 2002–2006.

## Historia i opis modelu

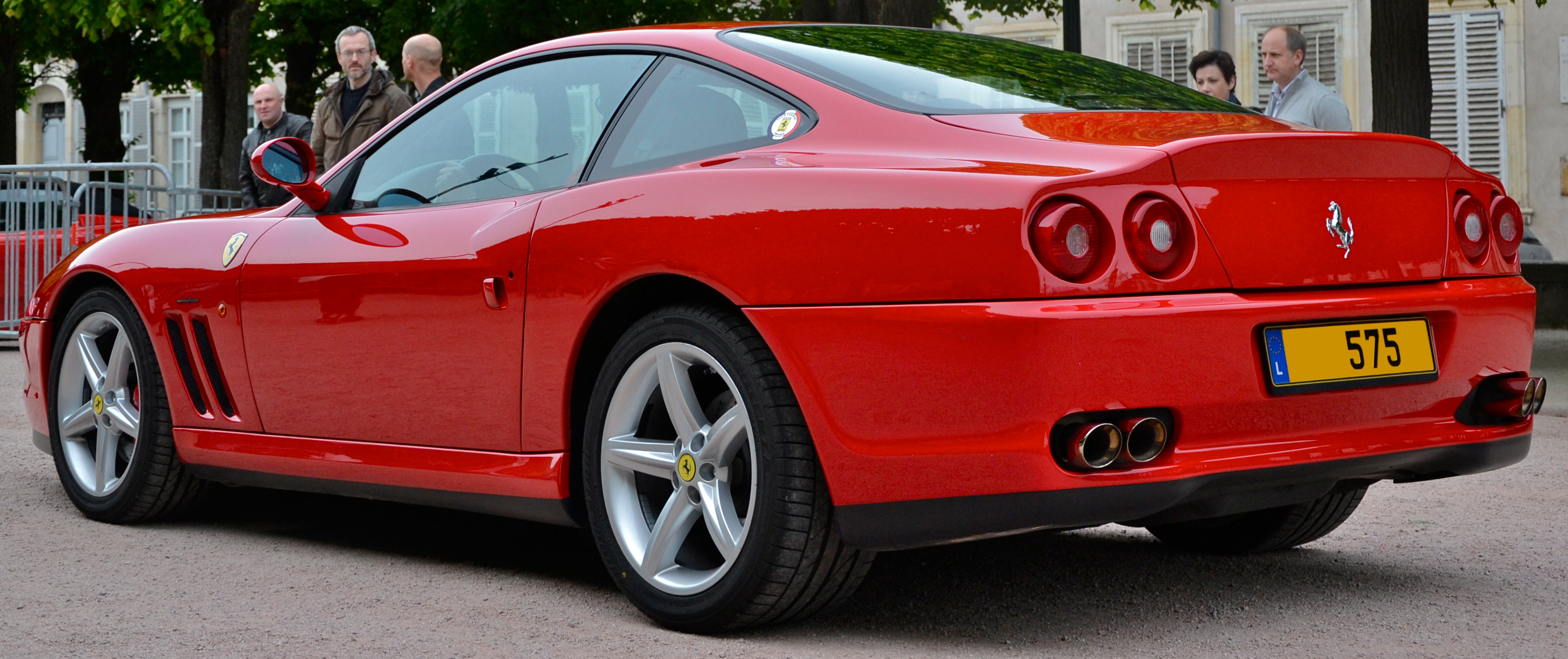
Ferrari 575M Maranello – tył

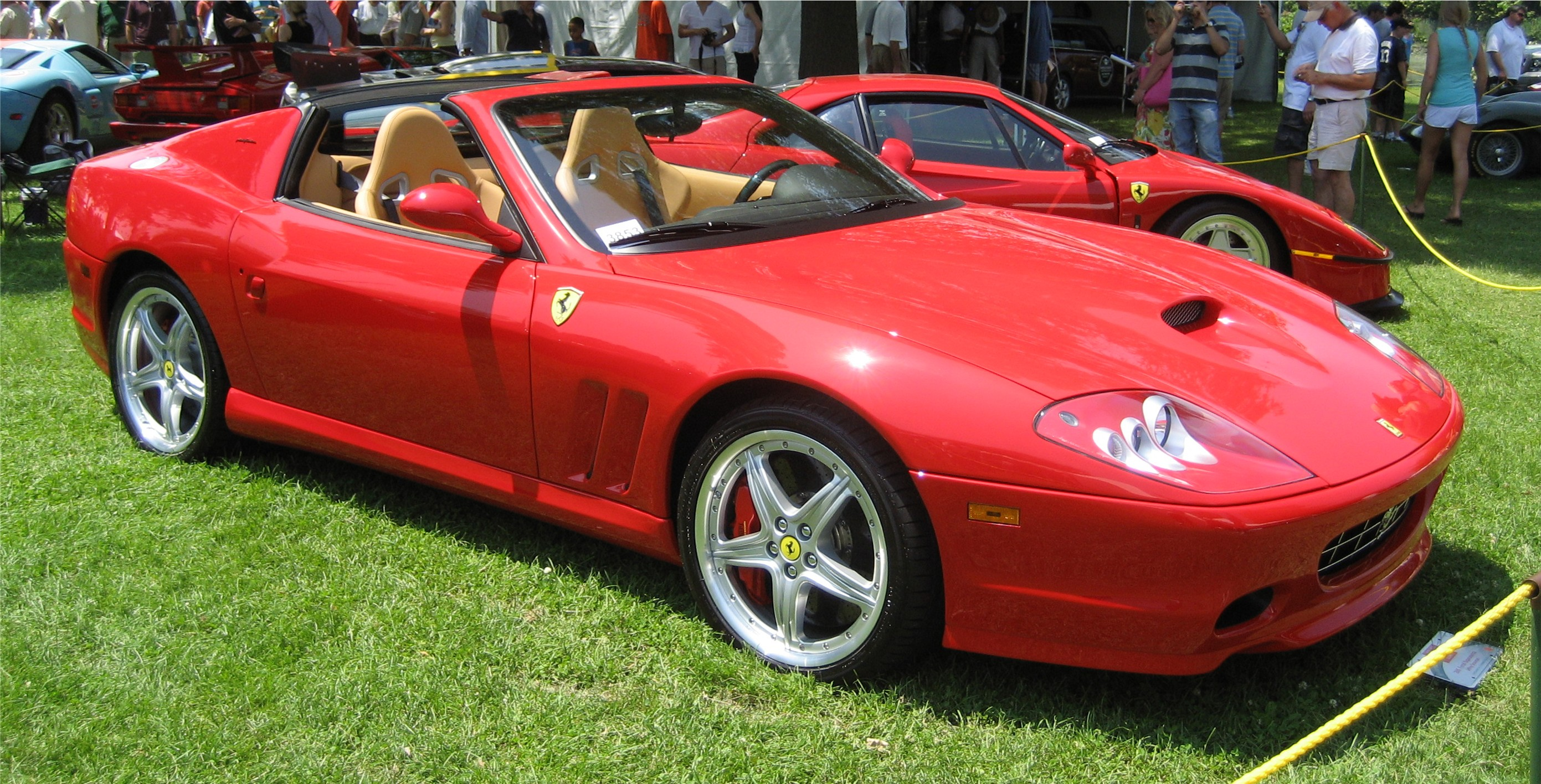
Ferrari Superamerica

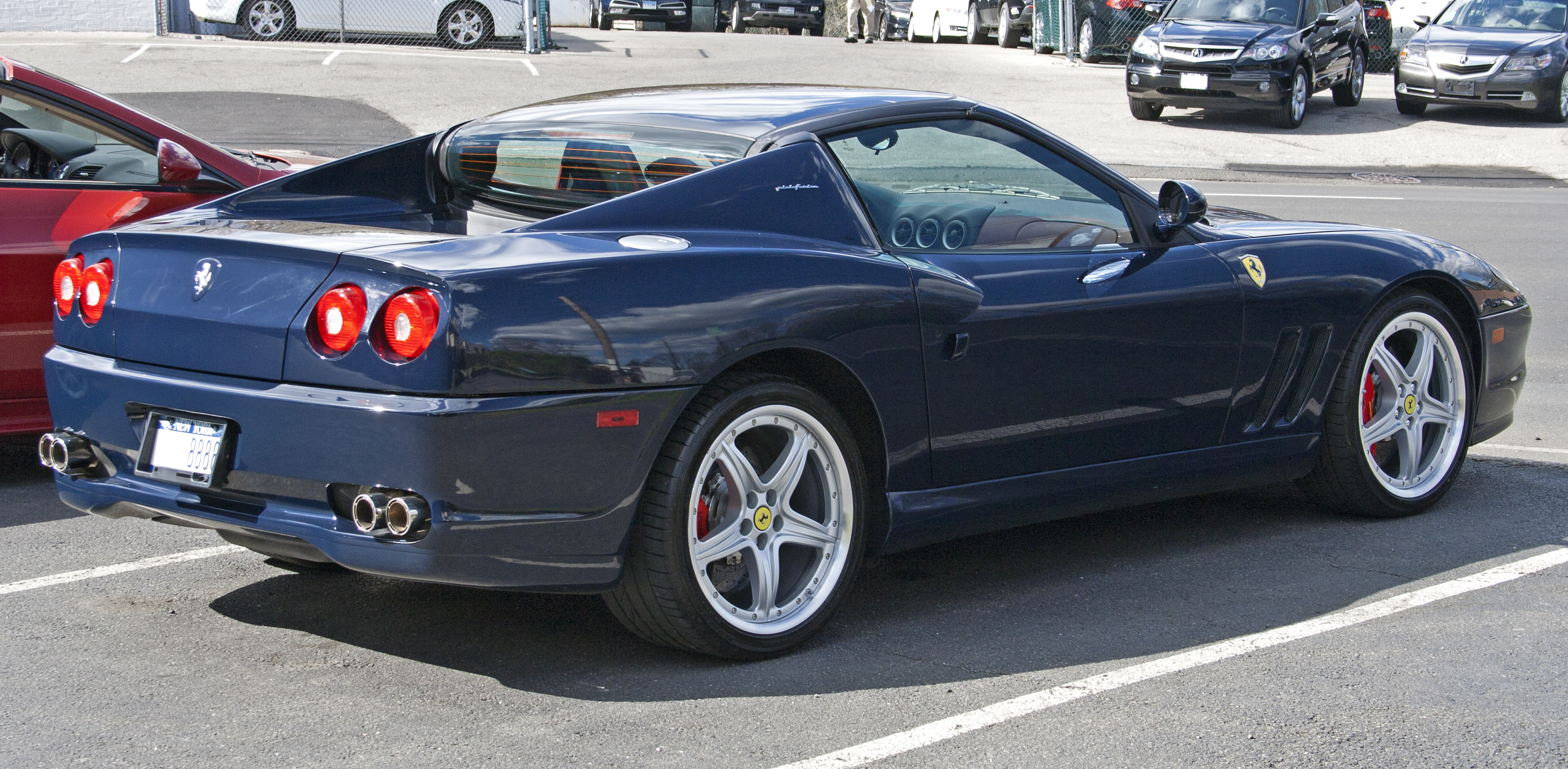
Ferrari Superamerica – tył

Samochód został zaprezentowany na marcowej wystawie samochodowej Geneva Motor Show w 2002 roku, będąc technicznie nie nowym modelem, a jedynie gruntownie zmodernizowanym poprzednikiem. Nawiązuje do tego nazwa – pierwszy człon wskazuje pojemność silnika, z kolei widoczna następnie litera „M” to skrót od „modificato” (z wł. modyfikacja). Pod kątem wizualnym Ferrari ograniczyło się do przemodelowanego pasa przedniego, gdzie skoncentrowano się na przemodelowanych reflektorach.
Do napędu 575M Maranello wykorzystane zostało 5,75 litrowe V12 rozwijająca maksymalnie 515 KM, przenosząc moc na tylną oś przy pomocy 6-biegowej manualnej przekładni biegów. Ponadto rok po debiucie, w 2003 roku, oferta dostępnych skrzyni biegów została poszerzona także o tę sekwencyjną pochodzącą z bolidów Formuły 1, którą wyposażono w rozbudowane tryby jazdy wyczynowej.

### Superamerica
W 2005 roku przedstawiony został model Ferrari Superamerica powstały na bazie klasycznego 575M Maranello i wyróżniający się głównie rodzajem nadwozia. Ściśle limitowany samochód przyjął postać targi z nietypową konstrukcją elektrochromatycznego otwieranego dachu pod postacią prostokątnej, obracającej się w zakresie 180 stopni. Do napędu pojazdu wykorzystana została ta sama jednostka napędowa V12 o pojemności 5,75 litra, przy jednak powiększonej mocy do pułapu 570 KM. Superamerica zbudowana została w latach 2005–2006 w ograniczonej liczbie 559 sztuk, a w momencie debiutu cena za egzemplarz wynosiła 234 tysiące euro.

### Silniki
- V12 5,7l V12 512 KM (Maranello)[1]
- V12 5,7l V12 540 KM (Superamerica)[1]

### Dane techniczne
- Rozstaw kół przednich: 1632 mm[1]
- Rozstaw kół tylnych: 1586 mm[1]
- Przód: 255/40 ZR 18[1]
- Tył: 295/35 ZR 18[1]
- Typ silnika: V12
- Pojemność: 5748 cm³ (5,75 l)[1]
- Rozrząd: DOHC, 4 zawory na cylinder[1]
- Wtrysk paliwa: bezpośredni, Bosch Motronic M5.2[1]
- Stopień sprężania: 11,0:1[1]